# Taubenturm (Dorst)
Der Dorster Taubenturm  ist eine Taubenturm im Calvörder Ortsteil Dorst. Der Turm steht auf dem Gelände der Dorfstraße 5. Er ist denkmalgeschützt.

## Architektur und Geschichte
Der Taubenturm ist vermutlich in die Frühzeit von Dorst als von der schulenburgisches Vorwerk von Schloss Detzel zurückreichender Turm. Er entstand etwa in der Mitte des 19. Jahrhunderts. Die erstaunlich geräumige Fachwerkarchitektur verfügt über einen achteckigen Grundriss. Der Turm ist zweigeschossig mit Ziegelausfachung und achtseitiges Helmdach mit Ziegeldeckung. Nach Bautyp, Architektur und Alter ist dieser Turm auch kulturgeschichtlich ein beachtenswertes Denkmal.

## Galerie

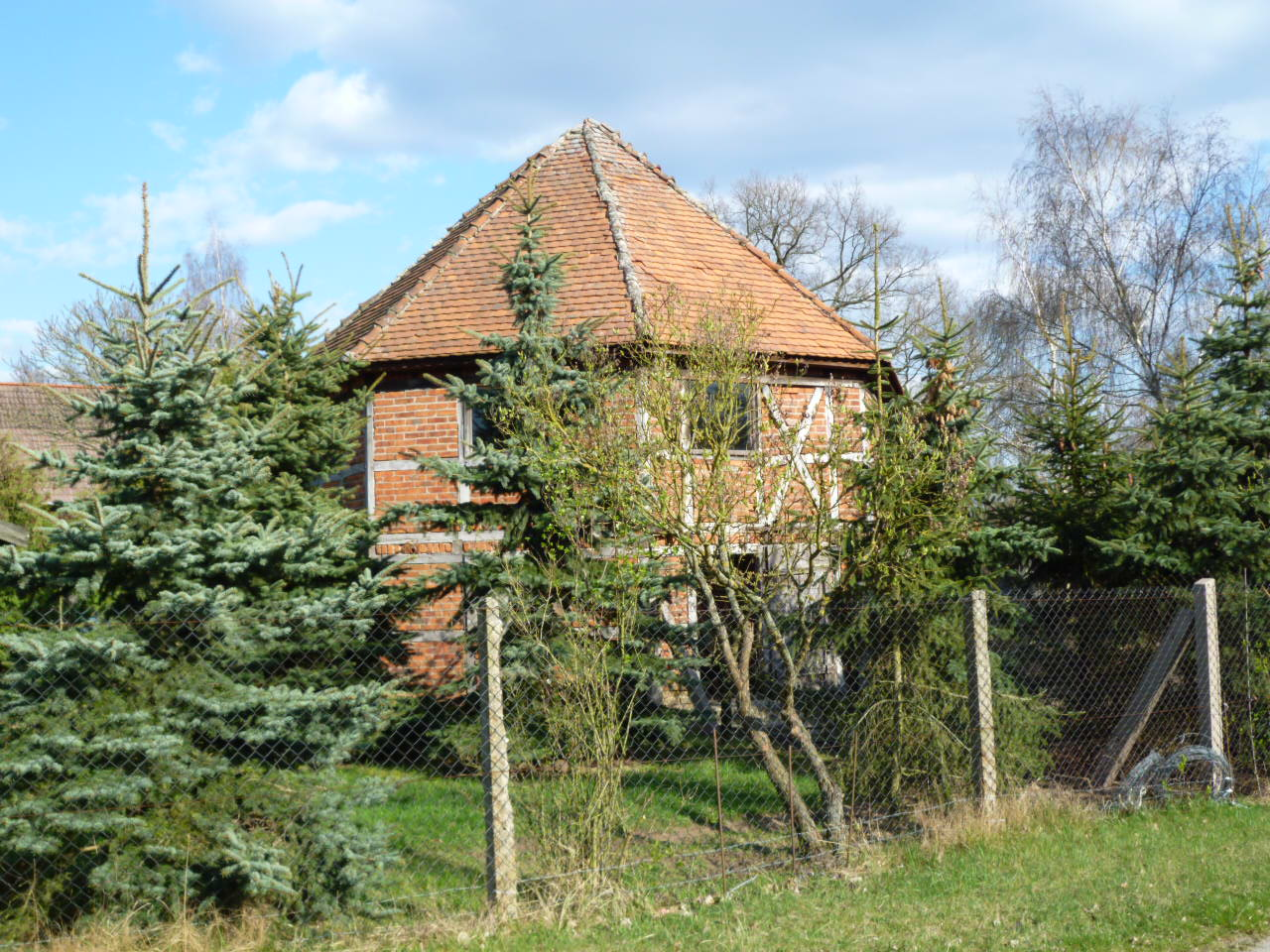
Taubenturm Ansicht West
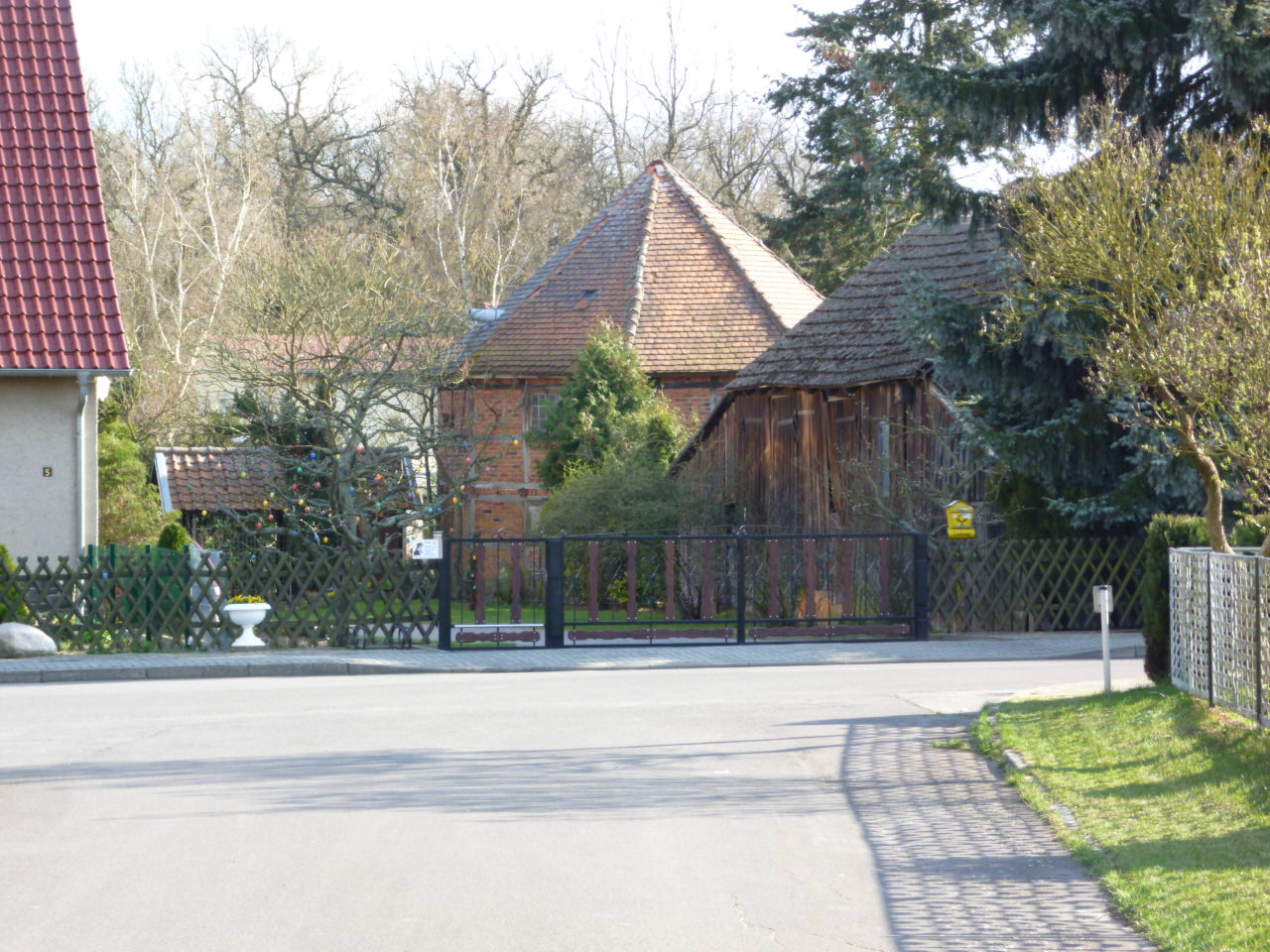
Taubenturm Ansicht Nord